# ツィンマーヴァルト運動
ツィンマーヴァルト運動（ツィンマーヴァルトうんどう / 独:Zimmerwalder Bewegung）とは、第二インターナショナルに参加していた社会主義者のうちの少数派により、1915年以降展開された国際的反戦運動である。

## 概要
「ツィンマーヴァルト運動」の名称は、1915年9月に開催（下記）された「ツィンマーヴァルト会議」に由来する。1914年8月、第二インターナショナルの多数派が「城内平和」政策を標榜して自国政府の戦争政策を支持し、それまで反戦を掲げていたインターが分裂に陥ると、中央同盟国を支持する会議と協商国を支持する会議に対抗して中立国出身の社会主義者を中心に永世中立国スイスのツィンマーヴァルト村（ツィンメルヴァルト・ツィンマーワルトとも）で会議が開かれ国際連帯運動の継承が誓われた。
ツィンマーヴァルト会議によって始まった国際反戦運動は、その後1916年4月にキーンタール（スイス）、1917年9月にストックホルムで計2回の会議を開催したが、次第にレーニンを中心とするツィンマーヴァルト左派が力を持つようになり、最終的には1919年3月に発足したコミンテルン（第三インターナショナル）に合流する形で解消された。

## 沿革

### ツィンマーヴァルト会議
1915年9月5日から8日までスイスのツィンマーヴァルトにて「鳥類研究者の集まり」を装って開催され、中立国および交戦国合計11か国から38名の代表が出席した。ロシアからはレーニン・ジノヴィエフ・トロツキー・マルトフ、ドイツからはレーデブーアらが参加したほかスイス・イタリア・フランス・ノルウェー・オランダ・ポーランド・ブルガリア・ルーマニアから参加があった。しかしドイツで戦時公債に反対し徴兵されていたK・リープクネヒト、同じく反戦的言動で投獄されていたルクセンブルクや、イギリス独立労働党・アメリカ社会党の代表は参加できなかった。この会議では、レーニンら左派により第二インターの反戦運動の枠組みを踏みこえる「革命的祖国敗北主義」の主張があったが大勢の支持を得ることができず、彼らは「ツィンマーヴァルト左派」と呼ばれるグループを形成していくこととなった。結局会議は、第二インターナショナルの反戦宣言を基本的には踏襲し「城内平和」に反対し無併合・無賠償の講和を提唱する「ツィンマーヴァルト宣言」を採択した。またスイスのR・グリムらから構成される「国際社会主義平和委員会」（ISK）がこの運動の事務局として選出された。

### キーンタール会議
1916年4月24日から29日まで開催され、40名余りが参加した（「第2回ツィンマーヴァルト会議」とも称された）。左派は12名の参加者を占めますます運動への影響力を拡大したが、なお第二インターとの訣別という彼らの方針は大勢の支持を得るに至らなかった。

### ストックホルム会議
1917年9月5日から12日まで開催された。